# Orochimaru (Naruto)
L'Orochimaru (大蛇丸, Orochimaru) és l'antagonista de la sèrie manga i anime Naruto, escrit i il·lustrat per mangaka Masashi Kishimoto.
Un dels tres Sanin o del "Grup dels 3"(grans ninges que va elegir el Tercer Hokage, Sarutobi. El seu pas al costat fosc només té com a objectiu l'ambició d'aprendre totes la tècniques ninges existents, però considera que una vida és molt poc temps i per això necessita ser immortal, pel que assoleix crear una tècnica que li ho permet fer, al cost de traslladar la seva ànima d'un cos a un altre.
Els seus companys d'equip van ser en Jiraiya i la Tsunade, essent considerat com un superdotat de les arts ninges que només es troba com a molt una vegada a la dècada. Per això va ser l'alumne preferit del seu mestre Sarutobi, tot i que qui es convertiria en el Tercer Hokage veia la maldat en els seus ulls, va decidir ignorar aquest fet, cometent un gran error. Anys més tard va descobrir els plans de l'Orochimaru i els seus experiments per a perfeccionar la seva tècnica d'immortalitat experimentant amb humans(a més de matar diversos ninges que ho havien descobert) decideix matar-lo però les seves emocions impedeixen que pugui fer-ho de manera que l'Orochimaru aprofita per a fugir. Jiraiya, un altre dels Sanin va intentar detenir-lo però al final va fugir.
Gràcies a la tècnica de la immortalitat L'Orochimaru pot traslladar la seva ànima de cos en cos. Va prendre la Vila del So com a seva i va obtenir molts seguidors i subordinats com els Cinc del so (tots ells esclavitzats per un segell que els imposa l'Orochimaru i que els domina per les seves pròpies ganes de poder) i en Kabuto.
Durant l'examen de chuunin, l'Orochimaru s'alia amb la Vila de Suna, ja que necessita un altre cos nou, un de jove i fort. Per això, ataca el grup d'en Naruto a la recerca de Sasuke (especialment pel seu Sharingan), i el marca amb el seu segell. El segell s'estén pel cos d'en Sasuke cada vegada que aquest es debilita o empra massa txakra i no pot mantenir-ho a ratlla. Quan això ocorre en Sasuke es fa més fort, però surt a relluir el seu costat malèfic.
Per assolir la col·laboració dels ninges del País de la Sorra, l'Orochimaru mata al quart Kazekage abans de l'examen de chuunin i es fa passar per ell, amb la finalitat de conquerir Konoha, encara que sense èxit. Tot i així aconsegueix matar el Tercer Hokage, qui abans de morir utilitza el Shikkon, una tècnica que va inventar el Quart Hokage (emprada junt amb el "Hakke fuuin shiki" o "Segell dels 8 elements" que va fer servir per a segellar el kyubi), per poder segellar la seva ànima a la seva i després lliurar-les en sacrifici al déu de la mort. No obstant això l'Orochimaru és més persistent i només li pot segellar els braços i, amb això, tots els seus ninjutsus en no poder crear segells, el dolor que li causa és més del que pot suportar així que recorre a buscar a la Tsunade, una dels sannin, la millor en ninjutsus mèdics perquè li guareixi els braços, sense èxit. Incapaç d'aconseguir en Sasuke, canvia de cos per recuperar la mobilitat dels braços, resignant-se a esperar.
Sasuke decideix acceptar el poder del segell d'Orochimaru, perquè diu que li atorga més poder, i en sentir-se feble davant en Naruto i el seu germà Itachi, decideix anar amb l'Orochimaru i deixa Konoha. És perseguit el Team Shikamaru (Shikamaru, Naruto, Kiba, Neji i Choji) als quals després se li unirà Rock Lee, però són atacats pels homes que l'Orochimaru ha enviat a buscar-lo. Més tard també apareixeran en Gaara, la Temari i en Kankuro, de la sorra, que hi van per ajudar, però en va, ja que en Sasuke ho tenia decidit i són incapaços d'aturar-lo.
L'Orochimaru va pertànyer al grup Akatsuki només per a obtenir el sharingan que posseeix l'Itachi però va abandonar l'organització en adonar-se que l'Itachi era molt més fort que ell. Actualment entrena en Sasuke, amb l'objectiu d'ocupar el seu cos passats tres anys, el que dona lloc a la segona part de la història.